# Mastopexie

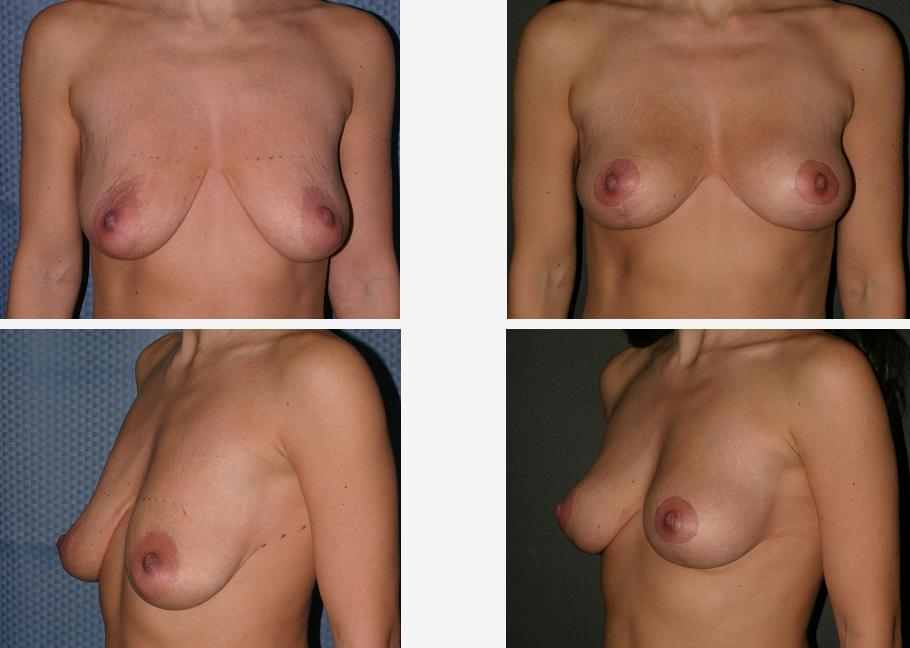
Effet d'une double mastopexie: avant (à gauche) et après l'opération (à droite).

La mastopexie est une intervention de chirurgie plastique communément appelé redrapage des seins, qui a pour objectif d’apporter une correction soit aux mamelons trop bas (ptose mammaire). Elle vise à corriger des seins présentant un certain degré d’affaissement (après grossesses ou pertes de poids ) ou une malformation (sein tubereux par exemple ) . Elle peut être associée à une réduction mammaire (dans les hypertrophies ou dans les seins présentant une différence importante de volume.

## Technique
À l’exception des cas de poses mammaires très légères, l’anesthésie générale s’avère normalement nécessaire. Une mastopexie nécessite une séparation de l’enveloppe de peau trop large du tissu mammaire insuffisant pour la remplir. Ensuite, le tissu mammaire est replacé plus haut et le surplus de peau est enlevé. Le cas d’une ptose mammaire plus sévère demandera d’enlever une plus grande quantité de peau. Une ptose mammaire légère peut être traitée avec la technique péri-aréolaire, laissant seulement une cicatrice autour des mamelons.
Dans les cas de Ptose importante il s’agira d’une cicatrice dite « en ancre de Marine » péri aréolaire , verticale et horizontale (comme après une réduction). 
Pour les femmes insatisfaites du volume de leurs seins et présentant une ptose mammaire importante, la combinaison du lifting avec l’insertion d’implants mammaires est possible. Par contre, cette combinaison chirurgicale présente un taux de complications assez élevé, engendré par les objectifs opposés des deux chirurgies impliquées : la mastopexie réduit la peau pour la resserrer, alors que les implants mettent la peau sous tension.
Il est suggéré de porter un pansement pour la semaine qui suit la chirurgie. Ensuite, les patientes peuvent porter un soutien-gorge sportif, une camisole ou un vêtement compressif, selon la chirurgie qui a été effectuée et la préférence du chirurgien. Un retour au travail est possible entre une et trois semaines suivant la chirurgie, selon le degré d’importance de l’intervention.

## Complications
Les cas développant des complications à la suite des mastopexies incluent les infections et les saignements. Il est à noter que les ptoses mammaires plus sévères impliquent non seulement des cicatrices plus importantes, mais aussi une plus grande dissection et la possibilité d’une diminution de sensation des mamelons. Une certaine asymétrie des seins peut se développer à la suite de la chirurgie. Parfois, comme avec toute autre chirurgie, saignements ou infections peuvent se développer.